# 子亹 (齐国)
子亹（?—?），春秋时代齐国大夫陈无宇的儿子。兄为陈乞，世本作“陈桓子无宇产子亹，亹产子献，献产鞅也”。
前481年，陈乞之子陈恒杀死齐简公之前，子亹之孙诸御鞅曾经劝谏齐简公：“陈、阚不可并也，君其择焉。”